# Stacheliger Skorpionsschwanz
Der Stachelige Skorpionsschwanz (Scorpiurus muricatus) ist eine Pflanzenart aus der Gattung Skorpionsschwanz (Scorpiurus) in der Unterfamilie Schmetterlingsblütler (Faboideae) innerhalb der Familie Hülsenfrüchtler (Fabaceae).

## Beschreibung

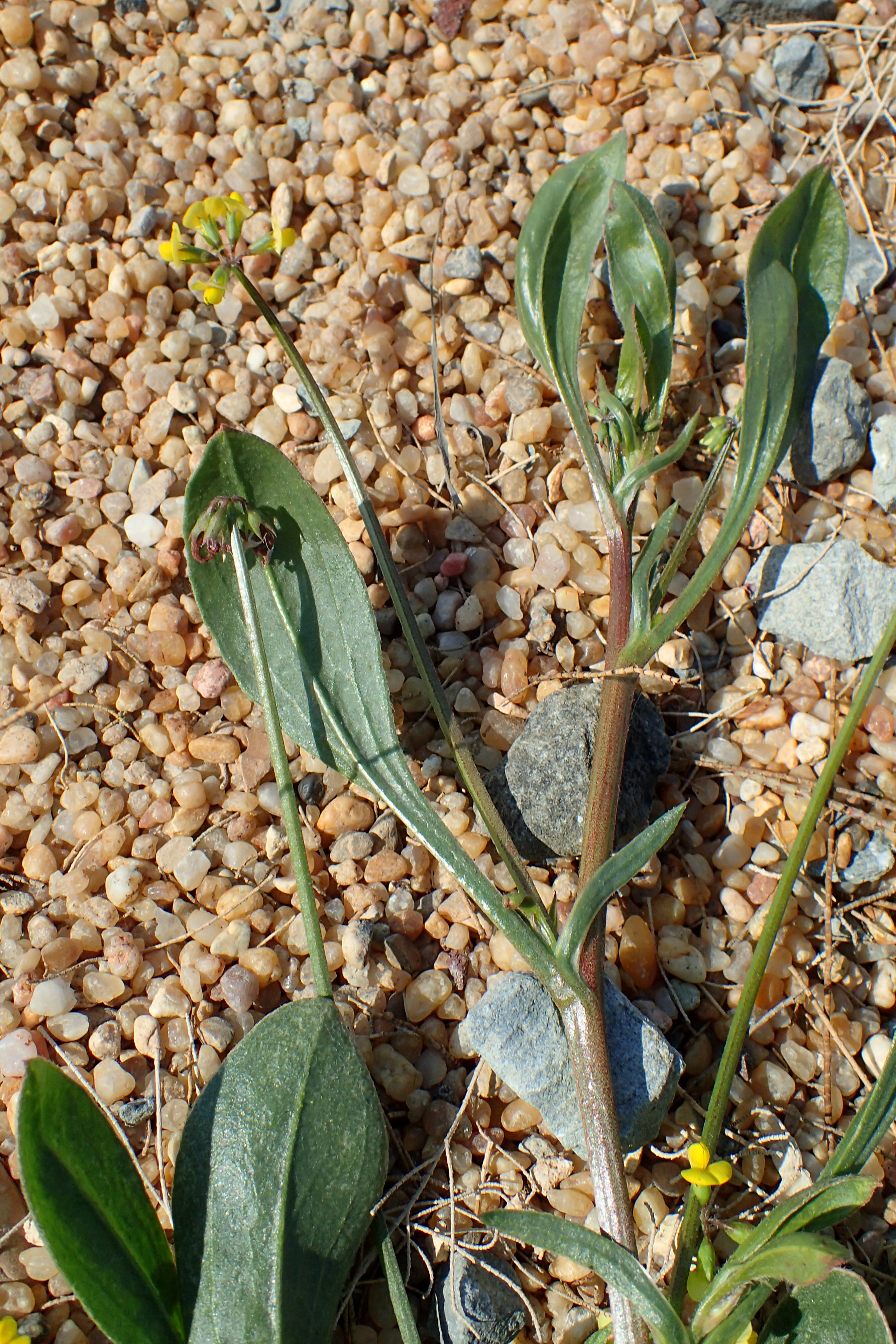
Stängel, Laubblatt, Blütenstandsschaft und Blütenstand

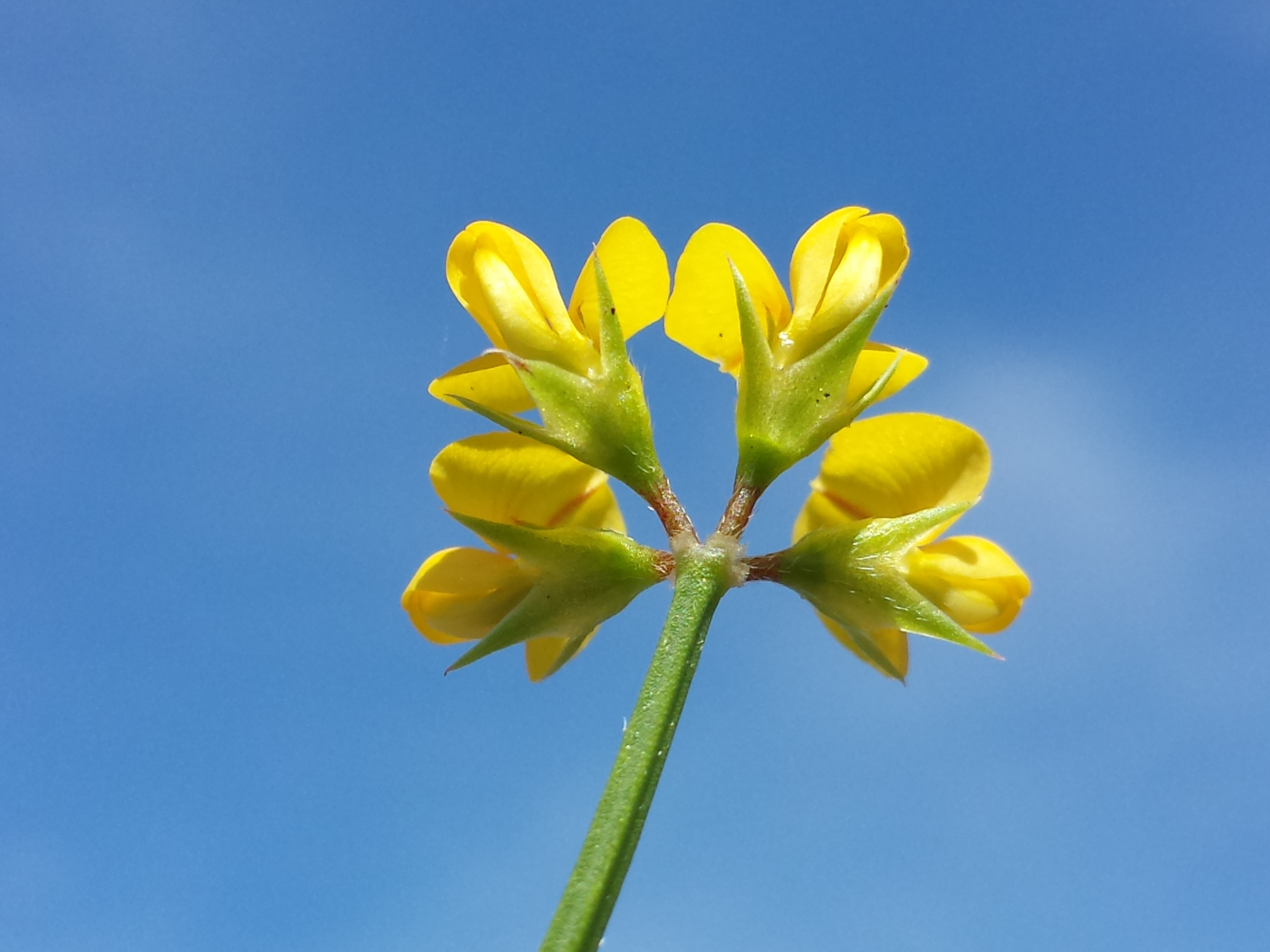
Blütenstand mit kurz gestielten Blüten, gut zu erkennen ist der Blütenkelch

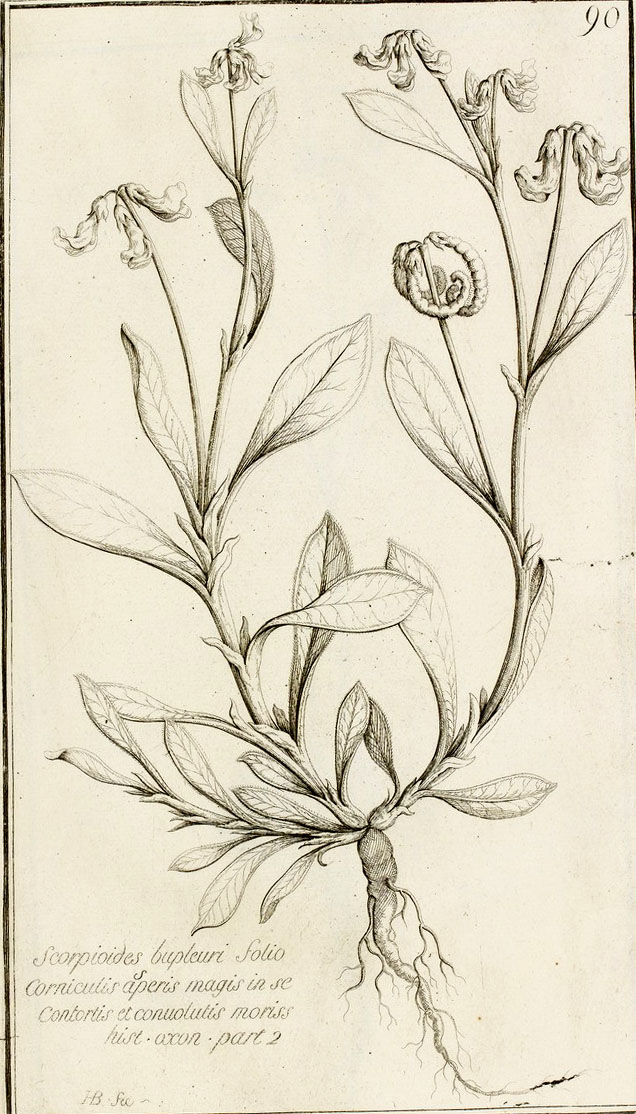
Illustration aus Pierre-Joseph Garidel: Histoire des plantes qui naissent aux environs d'Aix-en-Provence et dans plusieurs autres endroits de la Provence, 1715

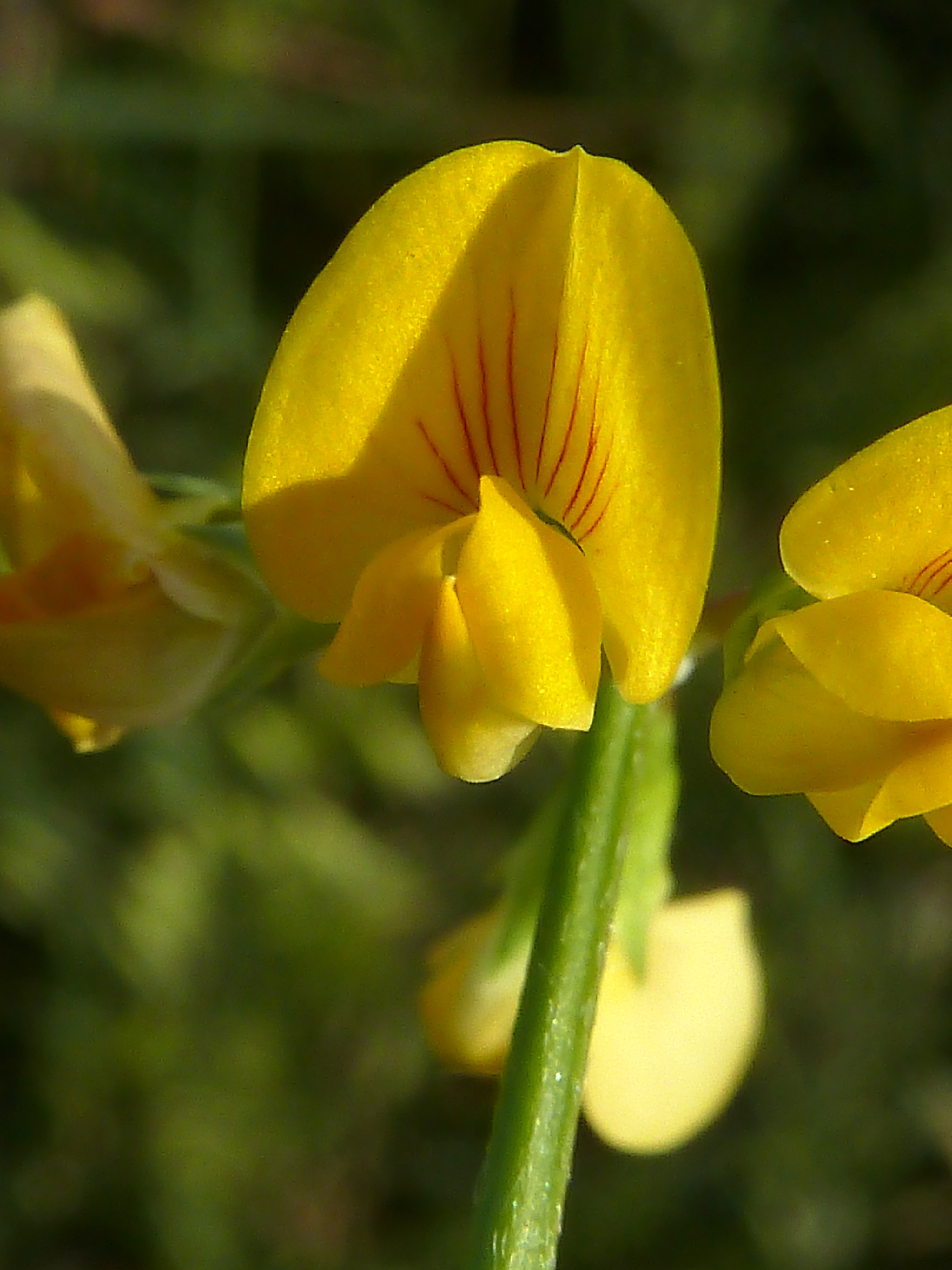
Zygomorphe Blüte

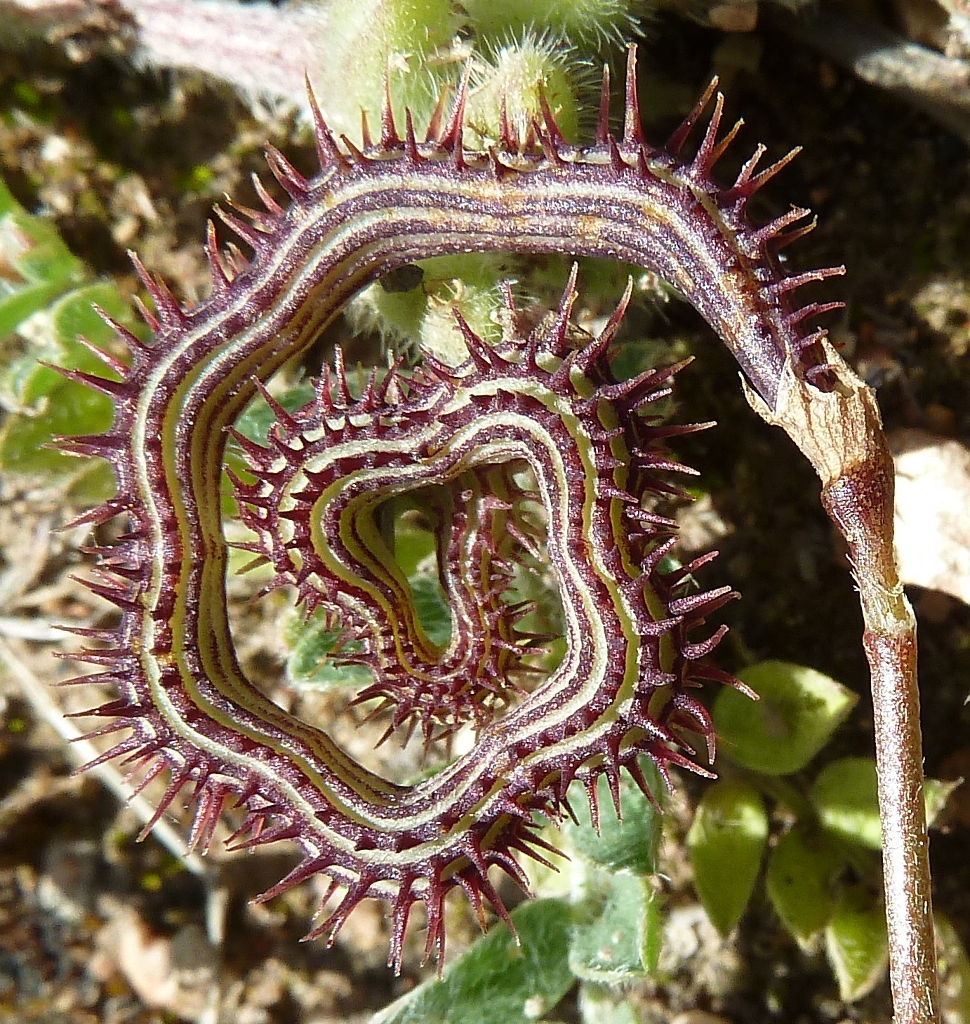
Hülsenfrucht

### Vegetative Merkmale
Der Stachelige Skorpionsschwanz ist eine einjährige krautige Pflanze, die Wuchshöhen von 5 bis 60, selten bis zu 80 Zentimetern erreicht. Der niederliegende bis aufsteigende Stängel ist kahl bis mehr oder weniger anliegend flaumig behaart.
Die wechselständig angeordneten Laubblätter sind oft in Blattstiel und -spreite gegliedert und insgesamt 6,5 bis 12, selten bis zu 16 Zentimeter lang. Der Blattstiel ist meist viel kürzer als die Blattspreite. Die einfache Blattspreite ist bei einer Breite von 2 bis 4, selten bis zu 5,5 Zentimetern mehr oder weniger elliptisch oder spatelförmig, lang in den Spreitengrund verschmälert und besitzt drei bis fünf parallele Blattnerven. Die Laubblätter sind mit 0,8 bis 1 Millimeter langen Trichomen etwas flaumig behaart. Der nicht mit dem Blattstiel verwachsene Teil der untereinander freien Nebenblätter ist bei einer Länge von 6 bis 25 Millimetern sowie einer Breite von 2 bis 5 Millimetern linealisch.

### Generative Merkmale
Die Blütezeit reicht von März bis Juni. Der kahle Blütenstandsschaft ist mit einer Länge von 4,5 bis 18 Zentimetern bis zu doppelt so lang wie die Laubblätter. Der Blütenstand enthält selten nur eine, meist zwei bis fünf Blüten. Die häutigen Deckblätter sind 0,5 bis 1,1 Millimeter lang. Der Blütenstiel ist 1,5 bis 2,5 Millimeter lang.
Die zwittrige Blüte ist zygomorph und fünfzählig mit doppelter Blütenhülle. Die fünf 5 bis 8 Millimeter langen Kelchblätter sind auf etwa der Hälfte ihrer Länge zu einer 3 bis 4 Millimeter langen glockenförmigen Kelchröhre verwachsen. Der Blütenkelch ist zweilappig. Die 3 bis 3,5 (2,5 bis 4) Millimeter lange Kelchoberlippe endet in zwei Kelchzipfeln. Die Kelchunterlippe endet in drei Kelchzipfeln. Die Kelchzipfel sind viel länger als die Fahne. Die gelbe Krone weist die typische Form einer Schmetterlingsblüte auf und ist meist 8 bis 10 (5 bis 12) Millimeter lang. Die meist im Blütenkelch enthaltene Fahne ist bei einer Länge von 9 bis 13 Millimetern sowie einer Breite von 8 bis 12 Millimetern eiförmig, mehr oder weniger bespitzt und ihr Nagel ist 3,5 bis 4,5 Millimeter lang. Die Flügel sind bei einer Länge von 8 bis 11 Millimetern sowie einer Breite von 3 bis 5 Millimetern verkehrt-eiförmig und ihr Nagel ist 3 bis 4 Millimeter lang. Das Schiffchen ist 8 bis 9,5 Millimeter lang sowie 2 bis 3 Millimeter breit, sichelförmig und endet spitz; ihr Nagel ist 3 bis 4 Millimeter lang. Von den zehn Staubblättern sind neun verwachsen. Die Staubbeutel sind 0,3 bis 0,6 Millimeter lang. Das einzige Fruchtblatt enthält acht bis neun, selten bis zu zehn Samenanlagen. Der 4,2 bis, meist 4,5 bis 5,5 Millimeter lange Griffel endet in einer scheibenförmigen Narbe.
Die charakteristische Hülsenfrucht weist einen Durchmesser von 2,5 bis 3,5 Millimetern auf, ist gebogen bis unregelmäßig spiralig eingerollt und trägt auf den äußeren Rippen zahlreiche Höcker und Stacheln. Die Früchte öffnen sich bei Reife nicht und enthalten fünf bis neun Samen. Die Samen weisen eine Länge von 1,6 bis 2,1 Millimetern sowie einen Durchmesser von 4,2 bis 4,8 Millimetern auf und sind sehr unterschiedlich, beispielsweise halbmondförmig mit spitz zulaufendem oberen Ende.
Die Chromosomenzahl beträgt 2n = 28.

## Vorkommen
Scorpiurus muricatus ist vom Mittelmeerraum über Ostafrika, die Arabische Halbinsel bis Vorderasien verbreitet. Es gibt Fundortangaben für Algerien, Marokko, Tunesien, Jordanien, den Libanon, Palästina, Israel, die Sinai-Halbinsel, Ägypten, Syrien, Albanien, Aserbaidschan, die Balearen, Bulgarien, Korsika, Kreta, Zypern, die Inseln der Ägäis, Griechenland, die Türkei, das frühere Jugoslawien, Portugal, Spanien, Gibraltar, Andorra, Südfrankreich, Monaco, Italien, Sardinien, Sizilien, Malta, Georgien, die Ukraine und die Krim. Scorpiurus muricatus ist in einigen Gebieten der Welt ein Neophyt.
Der Stachelige Skorpionsschwanz besiedelt im Mittelmeerraum Kulturland, Brachland und Ruderalflächen. Er kommt auf der Iberischen Halbinsel in Höhenlagen von 0 bis 1200 Metern vor.

## Taxonomie
Die Erstveröffentlichung von Scorpiurus muricatus erfolgte 1753 durch Carl von Linné in Species Plantarum, Tomus II, S. 745. Das Artepitheton muricatus leitet sich von der Schneckengattung Murex ab und bezieht sich auf das ähnliche Aussehen der Oberfläche der Hülsenfrüchte und Oberfläche der Schneckenschale. Synonyme für Scorpiurus muricatus L. sind: Scorpiurus echinatus Lam., Scorpiurus sulcatus L., Scorpiurus subvillosus L., Scorpiurus subvillosus subsp. sulcatus (L.) Hayek,Scorpiurus laevigatus Sm., Scorpiurus oliverii P.Palau, Scorpiurus vermiculata M.Bieb., Scorpiurus muricatus subsp. subvillosus (L.) Thell., Scorpiurus muricatus subsp. laevigatus (Sm.) Thell., Scorpiurus muricatus subsp. sulcatus (L.) Thell., Scorpiurus muricatus var. subvillosus (L.) Fiori.